# Écartement russe

En vert foncé les pays utilisant l'écartement russe.

L'écartement russe est un écartement de chemin de fer de 1 520 mm soit 4 pieds et 11 5/6 pouces. Il est utilisé notamment en Arménie, en Azerbaïdjan, en Biélorussie, en Estonie, en Finlande, en Géorgie, au Kazakhstan, au Kirghizistan, en Lettonie, en Lituanie, en Moldavie, en Mongolie, en Ouzbékistan, en Roumanie, en Russie, au Tadjikistan, au Turkménistan et en Ukraine.

## Histoire
La première utilisation de l'écartement a lieu en 1748 en Angleterre. Il est ensuite utilisé par les Chemins de fer confédérés à partir de 1827. C'est l'ingénieur américain George Washington Whistler (en) qui recommande à l'empereur Nicolas Ier l'écartement de 5 pieds pour la ligne de chemin de fer Saint-Pétersbourg – Moscou, laquelle est choisie en 1834. En 1860, cet écartement devient la norme de l'Empire russe.
Historiquement, cet écartement était de 1 524 mm soit 5 pieds. Il a été légèrement réduit dans les années 1960-1970 sur l’ensemble du réseau de l’Union soviétique pour des motifs inconnus. La Finlande conserva l’écartement de 1 524 mm. Le matériel roulant peut  circuler dans ces deux pays en raison de la tolérance d'écartement. Les trains de voyageurs Allegro qui assurent la liaison entre Helsinki et Saint-Pétersbourg ont un écartement intermédiaire de 1 522 mm.
Il est actuellement[Quand ?] présent sur 225 000 km ; c'est ainsi l'écartement le plus utilisé après la voie normale. Sa première utilisation remonte à 1842.

## Dans l'Union européenne
En Finlande, l'écartement est de 1 524 mm. En Estonie, depuis l'indépendance, l’écartement est officiellement le même qu’en Finlande, mais la conversion ne s’effectue que peu à peu et les documents techniques indiquent les deux écartements.
Le Centre spatial guyanais possède une voie de 650 m avec un écartement de 1 520 mm pour le transport des fusées Soyouz.

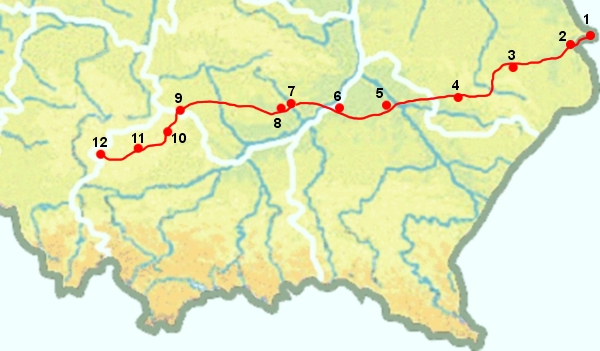
Ligne LHS à écartement russe sur une carte du sud de la Pologne.

En Pologne, la ligne Linia Hutnicza Szerokotorowa (en) (abrégée LHS) est à écartement russe alors que les autres lignes du pays suivent l'écartement standard. Lors de l'invasion de l'Ukraine par la Russie en 2022 des trains humanitaires circulent sur cette ligne à la suite d'un accord entre Polskie Koleje Państwowe et Ukrzaliznytsia.
La Commission européenne annonce en août 2022 que les lignes ferroviaires de l'Union européenne doivent utiliser la voie normale afin d'obtenir un « réseau européen unifié ». Les États baltes et la Finlande pourraient alors abandonner l'écartement russe.